# Naima (Jazz-Titel)
Naima ist eine Jazzkomposition von John Coltrane von 1959.

## Der Titel
Naima ist eine von John Coltrane 1959 komponierte Ballade in der AABA-Form, wobei der B-Teil aus drei Teilen nach dem Muster b'b'b" besteht. Coltrane widmete das Stück seiner ersten Frau, Juanita „Naima“ Coltrane (1923-1996, geborene Grubbs), mit der er von 1955 bis 1963 verheiratet war.
Die erste Einspielung des Stückes erfolgte am 26. März 1959. Zuerst veröffentlicht wurde allerdings zunächst eine spätere Aufnahme von Naima, die Coltrane für sein Giant Steps-Album auf Atlantic Records am 2. Dezember 1959 mit Wynton Kelly, Paul Chambers und Jimmy Cobb einspielte. Das Stück wurde in einem langsamen, gedehnten Tempo gespielt, mit einem kurzen Pianosolo Kellys. Coltrane-Biograph Lewis Porter weist darauf hin, dass die Basslinien der Komposition sorgfältig von Coltrane und Chambers geprobt wurden, wie sich insbesondere an der ersten Aufnahme studieren lasse.
„Naima“ wurde zu einem von Coltranes berühmtesten Titeln; er nahm ihn in der Folge mehrmals auf und spielte ihn auch bei vielen Live-Konzerten. Da Coltrane, als er zum Jazzlabel Impulse! Records gewechselt war, Naima 1961 aus Vertragsgründen nicht erneut einspielen durfte, drehte er die Melodie herum, nannte es „Amain“ und spielte es bei seinen Auftritten mit Eric Dolphy im November 1961 im New Yorker Jazzclub Village Vanguard, erschienen in der Edition The Complete 1961 Village Vanguard Recordings. Bei seinen Tourneen 1962 erfuhr die „romantische und sehnsuchtsvolle Ballade“ (Polillo) erste Veränderungen, wie auf dem Live-Album Afro Blue Impressions von 1963 zu hören ist, bis schließlich im Jahr 1966 die Titelmelodie nur noch kurz angespielt wurde, um danach in einer ausladenden Version (Live at the Village Vanguard Again!) in einer sehr freien Interpretation von Coltranes Sextett interpretiert zu werden. Das Stück wurde Lewis Porter zufolge eines seiner bekanntesten Stücke; Coltrane selbst hielt es für seine beste Komposition (bis er Wise One schrieb), wollte es aber nicht bei jedem seiner Konzerte spielen.
„Naima“ wurde schon zu Coltranes Lebzeiten von Archie Shepp auf seinem Album Four for Trane aufgenommen; der Titel erfuhr dann nach Coltranes Tod 1967 zahlreiche weitere Interpretationen und wurde zu einem Jazz-Standard. Der Titel wurde in der Folge mehrmals von Coltrane langjährigem Weggefährten McCoy Tyner (zuerst auf Echoes of a Friend, 1972), von John McLaughlin (1973 auf dem Album Love Devotion Surrender mit Carlos Santana), und erneut auf seinem Album After The Rain (1995) eingespielt, ferner von Maynard Ferguson (1979), Pharoah Sanders (Crescent With Love, 1992), David Murray/Dave Burrell (1993), und Arthur Blythe (2001). Mark Levine wies darauf hin, dass die Komposition, im Unterschied zu anderen Stücken Coltranes, einige der Qualitäten der Balladen des Great American Song Book zeigt.

## Diskographische Hinweise
- John Coltrane: The Heavyweight Champion – The Complete Atlantic Recordings (1959/60), Giant Steps (Atlantic, 1960)
- John Coltrane: The Complete 1961 Village Vanguard Recordings (Impulse!, 1961)
- John Coltrane: The European Tour (Pablo, 1962); Afro Blue Impressions (Pablo, 1963)
- John Coltrane: Live at the Village Vanguard Again! (Impulse!, 1966)